# Charles Delafaye
Charles Delafaye (1677 – 11 décembre 1762) est un homme politique britannique.

## Biographie
Il fut membre du Parlement d'Irlande pour Belturbet de 1715 à 1727  et Secrétaire en chef pour l'Irlande du comte de Galway et de Charles FitzRoy (2e duc de Grafton) gouverneurs conjoints. Il a partagé ce rôle avec Martin Bladen .
Il fut élu membre de la Royal Society en 1725  Il a été nommé greffier du sceau de 1728 à 1747.
Il mourut en 1762 à l'âge de 85 ans à son domicile à Wichbury, près de Salisbury.